# Alliance to End Plastic Waste
L'Alliance to End Plastic Waste (AEPW) est une organisation non gouvernementale et un lobby fondé et financé par l'industrie. Créé en 2019, il est basé à  Singapour. Ses membres fondateurs sont BASF, Chevron, ExxonMobil, Dow Chemical, Mitsubishi Chemical Holdings, Procter & Gamble et Shell.
Lancée en 2019, l'organisation vise à développer des solutions pour minimiser et gérer les déchets plastiques, en particulier dans les océans. L'AEPW cherche à créer une économie circulaire pour les plastiques.
Le groupe est critiqué pour son greenwashing et son lobbying pour empêcher la réglementation des plastiques.

## Activités

### Engagements
L'AEPW promet de dépenser 1,5 milliard de dollars d'ici 2024 pour réduire la pollution plastique et accroître les efforts de recyclage. En septembre 2020, le groupe indique avoir dépensé 400 millions de dollars pour des projets en Asie du Sud-Est, en Afrique et en Inde.

### Lobbying
L'AEPW est inscrit depuis 2021 au registre européen des représentants d'intérêts.

## Membres
L'Alliance pour l'élimination des déchets plastiques est composée de plus de 80 organisations membres, dont certaines des plus grandes entreprises mondiales des secteurs de la chimie, du plastique, des biens de consommation et de la gestion des déchets, comme BASF, Dow Chemical, ExxonMobil, Procter & Gamble, Suez ou Veolia.

## Critiques
Le groupe est critiqué pour son opposition à la réduction de la production de plastique, ainsi que pour son greenwashing,,,.